# LPS HD Clinceni
El FC Academica Clinceni es un club de fútbol rumano de la ciudad de Clinceni, fundado en 2005. El equipo disputa sus partidos como local en el Stadionul Clinceni y juega en la Liga II.

## Historia

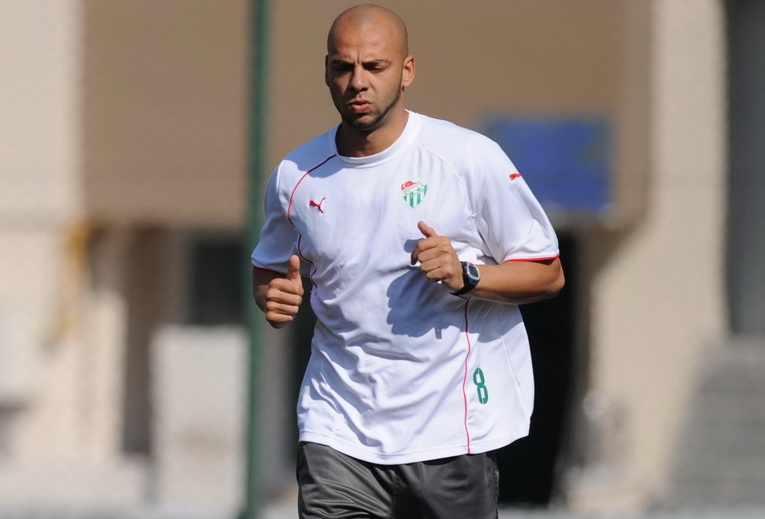
Giani Kiriță fue seleccionado nacional y jugador-entrenador del ACS Buftea durante la temporada 2012–13 de la Liga II cuando el equipo terminó en sexto lugar, contra todos los pronósticos.

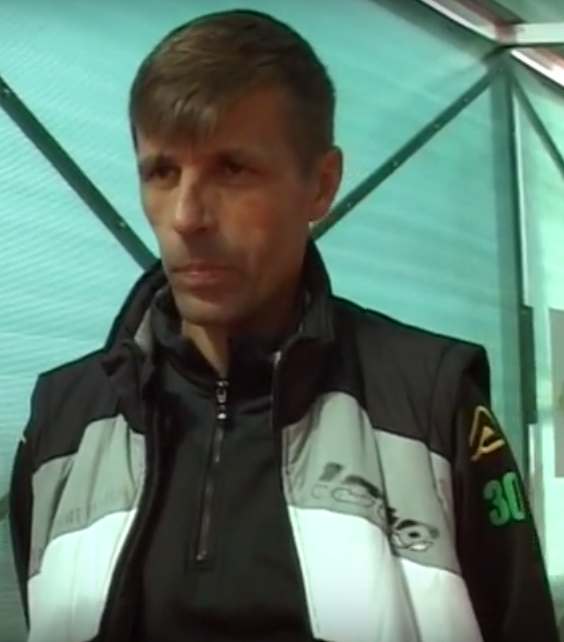
Valentin Bădoi fue seleccionado nacional, jugador y entrenador del ACS Buftea en la temporada 2012–13 cuando terminaron en sexto lugar.

Como el CS Buftea, el equipo terminó tercero en Liga III en su primera y segunda temporada, 2005-06 y 2006-07. Fueron segundos en la temporada 2007-08, lo que les valió un lugar en el play-off de ascenso a Liga II. Ganaron los play-off y ascendieron a Liga II tras una victoria por 6-3 contra el Aerostar Bacău y 2-2 con el Juventus Bucureşti.
La primera temporada en Liga II en la historia del club significó un 13.eɽ lugar y varias dificultades durante la temporada. En julio de 2009 el alcalde Buftea anunció que el equipo vendió su plaza en Liga II al Săgeata Stejaru por 500.000 euros, por lo que jugarían en la temporada 2009-10 en la Liga III en lugar del Săgeata. El Buftea ascendió de nuevo a la Liga II al final de la temporada 2011-12.

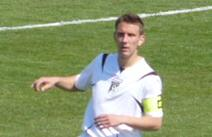
Răzvan Patriche, capitán del Académica que logró el ascenso en la temporada 2018/19.

El 29 de agosto de 2012, el CS Buftea alineó un equipo compuesto de juveniles ante ACS Berceni en un partido de Copa de Rumania. El equipo estaba formado en su mayor parte por menores de 19 jugadores. En el descanso, el CS Buftea perdía por 12-0 y el partido acabó con una derrota 31-0, récord en el fútbol rumano.
El 2 de agosto del 2013 el club se muda de la ciudad de Buftea a la ciudad de Clinceni y cambió su nombre por el de FC Clinceni. El 26 de junio de 2014 se mudan a la ciudad de Pitesti y cambian su nombre por el de FC Academica Argeș con el objetivo de tomar el lugar que dejó el FC Arges Pitesti que se declaró en Bancarrota en ese año.
El nuevo proyecto no llamó la atención de los aficionados y no recibieron el apoyo del gobierno local como lo esperaban, regresando a la comunidad de Clinceni y cambian su nombre por el de FC Academica Clinceni, cambiando sus colores a negro y azul, obteniendo el ascenso a la Liga I en la temporada 2018/19.

## Palmarés
- Liga III (1): 2011–12

- Subcampeón (1): 2007–08